# Composition du Collège cardinalice lors des conclaves de 1978
La composition du Collège cardinalice lors des conclaves d'août et octobre 1978 comprend, d'une part, la liste des cardinaux électeurs, à savoir l'ensemble des membres du Collège cardinalice n'ayant pas atteint la limite d'âge de 80 ans au jour de la vacance du siège apostolique et appelés à participer au Conclave d'août 1978 et à celui d'octobre 1978 devant désigner un successeur au pape Paul VI puis au pape Jean-Paul Ier et, d'autre part, la liste des cardinaux non-électeurs, ne pouvant prendre part aux conclaves mais habilités à participer aux congrégations générales le précédant.

## Cardinaux électeurs présents aux conclaves d'août 1978etoctobre 1978
Lors du conclave d'août 1978 convoqué pour remplacer le pape Paul VI, le collège cardinalice se compose de 114 cardinaux électeurs. Trois d'entre eux ne peuvent y participer pour des raisons de santé : Valerian Gracias, John Joseph Wright et Bolesław Filipiak. Ce sont donc 111 cardinaux électeurs qui élisent le pape Jean-Paul Ier. 
Lors du conclave d'octobre 1978, convoqué à la suite de la mort de Jean-Paul Ier survenue 33 jours après son élection, le collège cardinalice comprend 111 cardinaux, aucun cardinal n'ayant dans l'intervalle atteint la limite des 80 ans, mais, outre le pape lui-même,  Valerian Gracias meurt en septembre et Bolesław Filipiak le jour de l'ouverture du conclave. John Joseph Wright, qui n'a pas participé au conclave d'août, est présent à celui d'octobre. Ce sont donc à nouveau 111 cardinaux électeurs qui élisent le pape Jean-Paul II.
| Nom                               | Pays                   | Fonction                                                                                         | Naissance         | Pape       | Consistoire      |
| --------------------------------- | ---------------------- | ------------------------------------------------------------------------------------------------ | ----------------- | ---------- | ---------------- |
| Jean-Marie Villot                 | France                 | Camerlingue, Cardinal secrétaire d'État, Président du Conseil pontifical Cor unum                | 11 octobre 1905   | Paul VI    | 22 février 1965  |
| Antonio Samorè                    | Italie                 | Bibliothécaire et archiviste du Vatican                                                          | 4 décembre 1905   | Paul VI    | 26 juin 1967     |
| Francesco Carpino                 | Italie                 | Pro-préfet de la Congrégation pour le culte divin et la discipline des sacrements                | 18 mai 1905       | Paul VI    | 26 juin 1967     |
| Sebastiano Baggio                 | Italie                 | Préfet de la Congrégation pour les évêques                                                       | 16 mai 1913       | Paul VI    | 28 avril 1969    |
| Stephanos Ier Sidarouss           | Égypte                 | Patriarche d'Alexandrie et des Coptes                                                            | 22 février 1904   | Paul VI    | 22 février 1965  |
| Giuseppe Siri                     | Italie                 | Archevêque de Gênes-Bobbio                                                                       | 20 mai 1906       | Pie XII    | 12 janvier 1953  |
| Stefan Wyszyński                  | Pologne                | Archevêque de Varsovie et Primat de Pologne                                                      | 3 août 1901       | Pie XII    | 12 janvier 1953  |
| Paul-Émile Léger                  | Canada                 | Archevêque émérite de Montréal                                                                   | 26 avril 1904     | Pie XII    | 12 janvier 1953  |
| José Maria Bueno y Monreal        | Espagne                | Archevêque de Séville                                                                            | 11 septembre 1904 | Jean XXIII | 15 décembre 1958 |
| Franz König                       | Autriche               | Archevêque de Vienne, Secrétaire du Secrétariat pour les non-croyants                            | 3 août 1905       | Jean XXIII | 15 décembre 1958 |
| Bernard Jan Alfrink               | Pays-Bas               | Archevêque émérite d'Utrecht                                                                     | 5 juillet 1900    | Jean XXIII | 28 mars 1960     |
| Laurean Rugambwa                  | Tanzanie               | Archevêque de Dar es Salaam                                                                      | 12 juillet 1912   | Jean XXIII | 28 mars 1960     |
| José Humberto Quintero Parra      | Venezuela              | Archevêque de Caracas                                                                            | 22 septembre 1902 | Jean XXIII | 19 janvier 1961  |
| Juan Landazuri Ricketts           | Pérou                  | Archevêque de Lima                                                                               | 19 décembre 1913  | Jean XXIII | 19 mars 1962     |
| Raúl Silva Henríquez              | Chili                  | Archevêque de Santiago                                                                           | 27 septembre 1907 | Jean XXIII | 19 mars 1962     |
| Léon-Joseph Suenens               | Belgique               | Archevêque de Malines-Bruxelles                                                                  | 16 juillet 1904   | Jean XXIII | 19 mars 1962     |
| Thomas Benjamin Cooray            | Sri Lanka              | Archevêque de Colombo                                                                            | 28 décembre 1901  | Paul VI    | 22 février 1965  |
| Maurice Roy                       | Canada                 | Archevêque de Québec                                                                             | 25 janvier 1905   | Paul VI    | 22 février 1965  |
| Owen McCann                       | Afrique du Sud         | Archevêque du Cap                                                                                | 26 juin 1907      | Paul VI    | 22 février 1965  |
| Léon-Étienne Duval                | Algérie                | Archevêque d'Alger                                                                               | 9 novembre 1903   | Paul VI    | 22 février 1965  |
| Ermenegildo Florit                | Italie                 | Archevêque émérite de Florence                                                                   | 5 juillet 1901    | Paul VI    | 22 février 1965  |
| Franjo Šeper                      | Yougoslavie            | Préfet de la Congrégation pour la doctrine de la foi                                             | 2 octobre 1905    | Paul VI    | 22 février 1965  |
| Paul Zoungrana                    | Haute-Volta            | Archevêque de Ouagadougou                                                                        | 3 septembre 1917  | Paul VI    | 22 février 1965  |
| Agnelo Rossi                      | Brésil                 | Préfet de la Congrégation pour l'évangélisation des peuples                                      | 4 mai 1913        | Paul VI    | 22 février 1965  |
| Giovanni Colombo                  | Italie                 | Archevêque de Milan                                                                              | 6 décembre 1902   | Paul VI    | 22 février 1965  |
| Gabriel-Marie Garrone             | France                 | Préfet de la Congrégation pour l'éducation catholique                                            | 12 octobre 1901   | Paul VI    | 26 juin 1967     |
| Egidio Vagnozzi                   | Italie                 | Président des Préfecture pour les affaires économiques du Saint-Siège                            | 26 février 1906   | Paul VI    | 26 juin 1967     |
| Maximilien de Furstenberg         | Belgique               | Préfet émérite de la Congrégation pour les Églises orientales                                    | 23 octobre 1904   | Paul VI    | 26 juin 1967     |
| José Maurer                       | Bolivie                | Archevêque de Sucre                                                                              | 13 mars 1900      | Paul VI    | 26 juin 1967     |
| John Krol                         | États-Unis             | Archevêque de Philadelphie                                                                       | 16 octobre 1910   | Paul VI    | 26 juin 1967     |
| John Cody                         | États-Unis             | Archevêque de Chicago                                                                            | 24 décembre 1907  | Paul VI    | 26 juin 1967     |
| Corrado Ursi                      | Italie                 | Archevêque de Naples                                                                             | 16 juillet 1908   | Paul VI    | 26 juin 1967     |
| Alfred Bengsch                    | Allemagne              | Archevêque de Berlin                                                                             | 10 septembre 1921 | Paul VI    | 26 juin 1967     |
| Justinus Darmojuwono              | Indonésie              | Archevêque de Semarang                                                                           | 2 novembre 1914   | Paul VI    | 26 juin 1967     |
| Karol Wojtyła                     | Pologne                | Archevêque de Cracovie (élu pape sous le nom de Jean-Paul II en octobre)                         | 18 mai 1920       | Paul VI    | 26 juin 1967     |
| Michele Pellegrino                | Italie                 | Archevêque émérite de Turin                                                                      | 25 avril 1903     | Paul VI    | 26 juin 1967     |
| Alexandre Renard                  | France                 | Archevêque de Lyon                                                                               | 2 juin 1906       | Paul VI    | 26 juin 1967     |
| Alfredo Vicente Scherer           | Brésil                 | Archevêque de Porto Alegre                                                                       | 5 février 1903    | Paul VI    | 28 avril 1969    |
| Julio Rosales                     | Philippines            | Archevêque de Cebu                                                                               | 18 juin 1906      | Paul VI    | 28 avril 1969    |
| Gordon Joseph Gray                | Écosse                 | Archevêque de Saint Andrews et Édimbourg                                                         | 10 août 1910      | Paul VI    | 26 juin 1967     |
| Paolo Bertoli                     | Italie                 | Préfet émérite de la Congrégation pour les causes des saints                                     | 1er février 1908  | Paul VI    | 28 avril 1969    |
| Joseph Parecattil                 | Inde                   | Archevêques d'Ermakulam                                                                          | 1er avril 1912    | Paul VI    | 28 avril 1969    |
| John Francis Dearden              | États-Unis             | Archevêque de Detroit                                                                            | 15 octobre 1907   | Paul VI    | 28 avril 1969    |
| François Marty                    | France                 | Archevêque de Paris                                                                              | 18 mai 1904       | Paul VI    | 28 avril 1969    |
| George Flahiff                    | Canada                 | Archevêque de Winnipeg                                                                           | 26 octobre 1905   | Paul VI    | 28 avril 1969    |
| Paul Gouyon                       | France                 | Archevêque de Rennes                                                                             | 24 octobre 1910   | Paul VI    | 28 avril 1969    |
| Mario Casariego y Acevedo         | Guatemala              | Archevêque de Guatemala                                                                          | 13 février 1909   | Paul VI    | 28 avril 1969    |
| Vicente Enrique y Tarancón        | Espagne                | Archevêque de Madrid                                                                             | 14 mai 1907       | Paul VI    | 28 avril 1969    |
| Joseph-Albert Malula              | Zaïre                  | Archevêque de Kinshasa                                                                           | 17 mai 1917       | Paul VI    | 28 avril 1969    |
| Pablo Muñoz Vega                  | Équateur               | Archevêque de Quito                                                                              | 23 mai 1903       | Paul VI    | 28 avril 1969    |
| Antonio Poma                      | Italie                 | Archevêque de Bologne                                                                            | 12 juin 1910      | Paul VI    | 28 avril 1969    |
| John Joseph Carberry              | États-Unis             | Archevêque de St. Louis                                                                          | 31 juillet 1904   | Paul VI    | 28 avril 1969    |
| Terence James Cooke               | États-Unis             | Archevêque de New York                                                                           | 1er mars 1921     | Paul VI    | 28 avril 1969    |
| Stephen Kim Sou-hwan              | Corée du Sud           | Archevêque de Séoul                                                                              | 8 mai 1922        | Paul VI    | 28 avril 1969    |
| Eugênio de Araújo Sales           | Brésil                 | Archevêque de São Sebastião de Rio de Janeiro                                                    | 8 novembre 1920   | Paul VI    | 28 avril 1969    |
| Joseph Höffner                    | Allemagne              | Archevêque de Cologne                                                                            | 24 décembre 1906  | Paul VI    | 28 avril 1969    |
| Johannes Willebrands              | Pays-Bas               | Archevêque d'Utrecht, Président du Conseil pontifical pour la promotion de l'unité des chrétiens | 4 septembre 1909  | Paul VI    | 28 avril 1969    |
| Albino Luciani                    | Italie                 | Patriarche de Venise (élu pape sous le nom de Jean-Paul Ier en août)                             | 17 octobre 1912   | Paul VI    | 5 mars 1973      |
| António Ribeiro                   | Portugal               | Patriarche de Lisbonne                                                                           | 21 mai 1928       | Paul VI    | 5 mars 1973      |
| James Robert Knox                 | Australie              | Préfet de la Congrégation pour le culte divin et la discipline des sacrements                    | 2 mars 1914       | Paul VI    | 5 mars 1973      |
| Avelar Brandão Vilela             | Brésil                 | Archevêque de São Salvador da Bahia                                                              | 13 juin 1912      | Paul VI    | 5 mars 1973      |
| Joseph Cordeiro                   | Pakistan               | Archevêque de Karachi                                                                            | 19 janvier 1918   | Paul VI    | 5 mars 1973      |
| Aníbal Muñoz Duque                | Colombie               | Archevêque de Bogota                                                                             | 3 octobre 1908    | Paul VI    | 5 mars 1973      |
| Luis Aponte Martínez              | Porto Rico             | Archevêque de San Juan                                                                           | 4 août 1922       | Paul VI    | 5 mars 1973      |
| Raúl Primatesta                   | Argentine              | Archevêque de Córdoba                                                                            | 14 avril 1919     | Paul VI    | 5 mars 1973      |
| Salvatore Pappalardo              | Italie                 | Archevêque de Palerme                                                                            | 23 septembre 1918 | Paul VI    | 5 mars 1973      |
| Marcelo González Martín           | Espagne                | Archevêque de Tolède                                                                             | 16 janvier 1918   | Paul VI    | 5 mars 1973      |
| Jean Guyot                        | France                 | Archevêque de Toulouse                                                                           | 7 juillet 1905    | Paul VI    | 5 mars 1973      |
| Ugo Poletti                       | Italie                 | Vicaire général de Rome                                                                          | 19 avril 1914     | Paul VI    | 5 mars 1973      |
| Timothy Manning                   | États-Unis             | Archevêque de Los Angeles                                                                        | 15 novembre 1909  | Paul VI    | 5 mars 1973      |
| Maurice Michael Otunga            | Kenya                  | Archevêque de Nairobi                                                                            | 31 janvier 1923   | Paul VI    | 5 mars 1973      |
| José Salazar López                | Mexique                | Archevêque de Guadalajara                                                                        | 12 janvier 1910   | Paul VI    | 5 mars 1973      |
| Humberto Sousa Medeiros           | États-Unis             | Archevêque de Boston                                                                             | 6 octobre 1915    | Paul VI    | 5 mars 1973      |
| Paulo Evaristo Arns               | Brésil                 | Archevêque de São Paulo                                                                          | 14 septembre 1921 | Paul VI    | 5 mars 1973      |
| James Darcy Freeman               | Australie              | Archevêque de Sydney                                                                             | 19 novembre 1907  | Paul VI    | 5 mars 1973      |
| Narciso Jubany Arnau              | Espagne                | Archevêque de Barcelone                                                                          | 12 août 1913      | Paul VI    | 5 mars 1973      |
| John Joseph Wright                | États-Unis             | Préfet de la Congrégation pour le clergé (absent en août)                                        | 18 juillet 1919   | Paul VI    | 28 avril 1969    |
| Hermann Volk                      | Allemagne              | Évêque de Mayence                                                                                | 27 décembre 1903  | Paul VI    | 5 mars 1973      |
| Pio Taofinu'u                     | Samoa                  | Évêque de Samoa et Tokelau                                                                       | 8 décembre 1923   | Paul VI    | 5 mars 1973      |
| Octavio Antonio Beras Rojas       | République dominicaine | Archevêque de Saint-Domingue                                                                     | 16 novembre 1906  | Paul VI    | 24 mai 1976      |
| Juan Carlos Aramburu              | Argentine              | Archevêque de Buenos Aires                                                                       | 11 février 1912   | Paul VI    | 24 mai 1976      |
| Joseph-Marie Trinh-nhu-Khuê       | Viêt Nam               | Archevêque d'Hanoï                                                                               | 11 décembre 1898  | Paul VI    | 24 mai 1976      |
| Hyacinthe Thiandoum               | Sénégal                | Archevêque de Dakar                                                                              | 2 février 1921    | Paul VI    | 24 mai 1976      |
| Emmanuel Kiwanuka Nsubuga         | Ouganda                | Archevêque de Kampala                                                                            | 5 novembre 1914   | Paul VI    | 24 mai 1976      |
| Lawrence Picachy                  | Inde                   | Archevêque de Calcutta                                                                           | 7 août 1916       | Paul VI    | 24 mai 1976      |
| Jaime Sin                         | Philippines            | Archevêque de Manille                                                                            | 31 août 1928      | Paul VI    | 24 mai 1976      |
| William Wakefield Baum            | États-Unis             | Archevêque de Washington                                                                         | 21 novembre 1926  | Paul VI    | 24 mai 1976      |
| Aloísio Lorscheider               | Brésil                 | Archevêque de Fortaleza                                                                          | 8 octobre 1924    | Paul VI    | 24 mai 1976      |
| Reginald Delargey                 | Nouvelle-Zélande       | Archevêque de Wellington                                                                         | 10 décembre 1914  | Paul VI    | 24 mai 1976      |
| László Lékai                      | Hongrie                | Archevêque d'Esztergom et primat de Hongrie                                                      | 12 mars 1910      | Paul VI    | 24 mai 1976      |
| Basil Hume                        | Angleterre             | Archevêque de Westminster                                                                        | 9 mars 1923       | Paul VI    | 24 mai 1976      |
| Victor Razafimahatratra           | Madagascar             | Archevêque de Tananarive                                                                         | 8 septembre 1921  | Paul VI    | 24 mai 1976      |
| František Tomášek                 | Tchécoslovaquie        | Archevêque de Prague                                                                             | 30 juin 1899      | Paul VI    | 27 juin 1977     |
| Dominic Ignatius Ekandem          | Nigeria                | Évêque d'Ikot Ekpene                                                                             | 1917              | Paul VI    | 24 mai 1976      |
| Giovanni Benelli                  | Italie                 | Archevêque de Florence                                                                           | 12 mai 1921       | Paul VI    | 27 juin 1977     |
| Joseph Ratzinger                  | Allemagne              | Archevêque de Munich et Freising (élu pape Benoît XVI en 2005)                                   | 16 avril 1927     | Paul VI    | 27 juin 1977     |
| Pericle Felici                    | Italie                 | Président du Conseil pontifical pour les textes législatifs                                      | 1er août 1911     | Paul VI    | 26 juin 1967     |
| Silvio Oddi                       | Italie                 | Légat apostolique auprès du Sanctuaire de Saint-François-d'Assise                                | 14 novembre 1910  | Paul VI    | 28 avril 1969    |
| Giuseppe Paupini                  | Italie                 | Grand pénitencier                                                                                | 25 février 1907   | Paul VI    | 28 avril 1969    |
| Mario Nasalli Rocca di Corneliano | Italie                 | Préfet de la Maison pontificale                                                                  | 12 août 1903      | Paul VI    | 28 avril 1969    |
| Sergio Guerri                     | Italie                 | Pro-président de la Commission pontificale pour l'État de la Cité du Vatican                     | 25 décembre 1905  | Paul VI    | 28 avril 1969    |
| Sergio Pignedoli                  | Italie                 | Président du secrétariat pour les non-chrétiens                                                  | 4 juin 1910       | Paul VI    | 5 mars 1973      |
| Umberto Mozzoni                   | Italie                 | Président de la commission pour les sanctuaires de Pompéi et de Lorette                          | 29 juin 1904      | Paul VI    | 5 mars 1973      |
| Paul-Pierre Philippe              | France                 | Préfet de la Congrégation pour les Églises orientales                                            | 16 avril 1905     | Paul VI    | 5 mars 1973      |
| Pietro Palazzini                  | Italie                 | Secrétaire de la commission pour les sanctuaires de Pompéi et de Lorette                         | 19 mai 1912       | Paul VI    | 5 mars 1973      |
| Opilio Rossi                      | Italie                 | Président du Conseil pontifical pour les laïcs et du Conseil pontifical pour la famille          | 14 mai 1910       | Paul VI    | 24 mai 1976      |
| Giuseppe Maria Sensi              | Italie                 | Ancien diplomate du Saint-Siège                                                                  | 27 mai 1907       | Paul VI    | 24 mai 1976      |
| Corrado Bafile                    | Italie                 | Préfet de la Congrégation pour les causes des saints                                             | 4 juillet 1903    | Paul VI    | 24 mai 1976      |
| Joseph Schröffer                  | Allemagne              | Secrétaire de la Congrégation pour les séminaires et les universités                             | 20 février 1903   | Paul VI    | 24 mai 1976      |
| Eduardo Francisco Pironio         | Argentine              | Préfet de la Congrégation pour les instituts de vie consacrée et les sociétés de vie apostolique | 3 décembre 1920   | Paul VI    | 24 mai 1976      |
| Bernardin Gantin                  | Bénin                  | Président du Conseil pontifical Justice et Paix                                                  | 8 mai 1922        | Paul VI    | 27 juin 1977     |
| Mario Luigi Ciappi                | Italie                 | Théologien de la Maison pontificale                                                              | 6 octobre 1909    | Paul VI    | 27 juin 1977     |

## Cardinaux non-électeurs lors des conclaves de 1978
La liste ci-dessous comprend les cardinaux ayant dépassé la limite d'âge de 80 ans et ne pouvant, de ce fait, participer aux conclaves en vertu de l'article 33 de la Constitution apostolique Romano Pontifici Eligendo, promulguée par le pape Paul VI le 1er octobre 1975, à la suite du motu propio Ingravescentem Aetatem du 21 novembre 1970 et appliquée pour la première fois. En revanche, ils peuvent prendre part aux congrégations générales qui précèdent l'entrée en conclave.
Étant donné que le pape Jean-Paul Ier est mort seulement trente-trois jours après son élection, sans avoir élevé de nouveaux cardinaux, et qu'aucun des cardinaux ayant participé au conclave d'août n'a atteint ses 80 ans entre son élection et la date de la vacance du siège apostolique, le 14 octobre, la liste des 15 cardinaux ne pouvant prendre part au vote reste la même entre les deux conclaves.
| Nom                                 | Pays       | Fonction | Naissance        | Pape       | Consistoire      |
| ----------------------------------- | ---------- | --- | ---------------- | ---------- | ---------------- |
| Carlo Confalonieri                  | Italie     | Archiprêtre de la Basilique Sainte-Marie-Majeure, préfet de la Congrégation pour les évêques et doyen du Sacré Collège   | 25 juillet 1893  | Jean XXIII | 15 décembre 1958 |
| Paolo Marella                       | Italie     | Archiprêtre de la Basilique Saint-Pierre, président du Secrétariat pour les non-chrétiens et vice-doyen du Sacré Collège | 25 janvier 1895  | Jean XXIII | 14 décembre 1959 |
| Carlos Carmelo de Vasconcelos Motta | Brésil     | Archevêque d'Aparecida                                                                                                   | 16 juillet 1890  | Pie XII    | 18 février 1946  |
| Joseph Frings                       | Allemagne  | Archevêque émérite de Cologne                                                                                            | 6 février 1887   | Pie XII    | 18 février 1946  |
| Antonio Caggiano                    | Argentine  | Archevêque émérite de Buenos Aires                                                                                       | 30 janvier 1889  | Pie XII    | 18 février 1946  |
| James Francis McIntyre              | États-Unis | Archevêque émérite de Los Angeles                                                                                        | 25 juin 1886     | Pie XII    | 12 janvier 1953  |
| Alfredo Ottaviani                   | Italie     | Préfet émérite de la Congrégation pour la doctrine de la foi                                                             | 29 octobre 1890  | Pie XII    | 12 janvier 1953  |
| Antonio María Barbieri              | Uruguay    | Archevêque émérite de Montevideo                                                                                         | 12 octobre 1892  | Jean XXIII | 15 décembre 1958 |
| Alberto di Jorio                    | Italie     | Pro-président émérite de la Commission pontificale pour l'État de la Cité du Vatican                                     | 18 juillet 1884  | Jean XXIII | 15 décembre 1958 |
| Josyf Slipyj                        | Ukraine    | Archevêque majeur de Lviv                                                                                                | 12 février 1892  | Paul VI    | 22 février 1965  |
| Lawrence Shehan                     | États-Unis | Archevêque émérite de Baltimore                                                                                          | 18 mars 1898     | Paul VI    | 22 février 1965  |
| Patrick Louis O'Boyle               | États-Unis | Archevêque émérite de Washington                                                                                         | 18 juillet 1896  | Paul VI    | 26 juin 1967     |
| Pietro Parente                      | Italie     | Secrétaire émérite de la Congrégation pour la doctrine de la foi                                                         | 16 février 1891  | Paul VI    | 26 juin 1967     |
| Miguel Darío Miranda y Gómez        | Mexique    | Archevêque émérite de Mexico                                                                                             | 19 décembre 1895 | Paul VI    | 28 avril 1969    |
| Ferdinando Giuseppe Antonelli       | Italie     | Secrétaire émérite de la Congrégation pour les causes des saints                                                         | 14 juillet 1896  | Paul VI    | 5 mars 1973      |

## Sources
- Conclaves d'août et octobre 1978 sur le site de Salvador Miranda